# Piechota dymowa
La piechota dymowa fue un tipo de unidad militar semirregular de infantería de la Polonia de los siglos XVII y XVIII.

## Historia
Fue la continuación de la piechota wybraniecka, pero no solo estuvo formada por campesinos, sino también por ciudadanos.
En el reclutamiento, se escogía uno de cada 20 hogares (cada hogar equivalía a un humo, o dym en polaco, de ahí dymowa) en propiedades reales y eclesiásticas y 1 de cada 30 hogares en las propiedades de la nobleza. Este sistema de reclutamiento solía dar resultados más pobres de lo esperado, tanto en número de tropas como en su calidad. Al principio, los soldados reclutados de esta manera formaban unidades propias, pero posteriormente servían para reforzar otras unidades del ejército regular. También ocurría que algunas regiones o provincias se eximían de esta obligación pagando a la Tesorería del Estado la cuota correspondiente a la fuerza militar prevista..
Tras las reformas del Sejm de los Cuatro Años, que también afectó al ejército, el número de efectivos del ejército profesional aumentó a 100 000 soldados, pero se mantuvo el sistema anticuado de reclutamiento de la infantería. El 7 de diciembre de 1789, el Sejm emitió una resolución en Varsovia que ordenaba la aportación de un recluta por cada 50 hogares en las propiedades reales y eclesiásticas y uno por cada 100 hogares en propiedades hereditarias. Los reclutas debían servir por un periodo de 6-8 años.
En 1794, durante la insurrección de Kościuszko, el líder de la insurrección, Tadeusz Kościuszko formó un ejército regular y decidió suplementarlo con soldados reclutados en el sistema por hogares: uno de infantería por cada 5 hogares y uno de caballería por cada 50. Como resultado de ello, se estima que el ejército de Tadeusz Kościuszko contó con unos 150 000 soldados reclutados por el sistema por hogares.